# Voleibol en los Juegos Panafricanos de 2015
El Voleibol en los Juegos Panafricanos de 2015 se celebró entre los días 4 y 14 de septiembre de 2015 en la capital Brazzaville tanto en masculino como en femenino.

## Resultados
| Evento    | Oro     | Plata   | Bronce |
| --------- | ------- | ------- | ------ |
| Masculino | Argelia | Congo   | Egipto |
| Femenino  | Kenia   | Camerún | Egipto |

## Medallero
| #     | País                | Oro | Plata | Bronce | Total |
| ----- | ------------------- | --- | ----- | ------ | ----- |
| 1     | Argelia             | 1   | 0     | 0      | 1     |
| 1     | Kenia               | 1   | 0     | 0      | 1     |
| 3     | Camerún             | 0   | 1     | 0      | 1     |
| 3     | República del Congo | 0   | 1     | 0      | 1     |
| 5     | Egipto              | 0   | 0     | 2      | 2     |
| Total | Total               | 2   | 2     | 2      | 6     |